# Cross Roads (Pennsilvània)
Cross Roads és una població dels Estats Units a l'estat de Pennsilvània. Segons el cens del 2000 tenia 518 habitants.

## Demografia
Segons el cens del 2000, Cross Roads tenia 518 habitants, 175 habitatges, i 149 famílies. La densitat de població era de 106,4 habitants per quilòmetre quadrat.
Dels 175 habitatges en un 44% hi vivien nens de menys de 18 anys, en un 77,7% hi vivien parelles casades, en un 5,1% dones solteres, i en un 14,3% no eren unitats familiars. En el 10,3% dels habitatges hi vivien persones soles el 4% de les quals corresponia a persones de 65 anys o més que vivien soles. El nombre mitjà de persones vivint en cada habitatge era de 2,96 i el nombre mitjà de persones que vivien en cada família era de 3,19.
Per edats la població es repartia de la següent manera: un 31,1% tenia menys de 18 anys, un 6,4% entre 18 i 24, un 33,6% entre 25 i 44, un 23% de 45 a 60 i un 6% 65 anys o més.
L'edat mediana era de 34 anys. Per cada 100 dones de 18 o més anys hi havia 96,2 homes.
La renda mediana per habitatge era de 57.750 $ i la renda mediana per família de 60.556 $. Els homes tenien una renda mediana de 40.000 $ mentre que les dones 31.875 $. La renda per capita de la població era de 20.063 $. Entorn del 2,5% de les famílies i el 3% de la població estaven per davall del llindar de pobresa.

## Poblacions més properes
El següent diagrama mostra les poblacions més properes.